# اوزونكوي (أديامان)
اوزونكوي (بالكردية: Dilkîyan‏) (بالتركية: Uzunköy)‏ هي قرية كرديّة رشوانيّة تتبع إداريّاً لمديرية أديامان في محافظة أديامان التركية الواقعة في جنوب شرق الأناضول. وبلغ عدد سكانها 243 نسمة في عام 2021.